# Stop (Pink Floyd)
Stop è una canzone dei Pink Floyd, pubblicata nel 1979 all'interno dell'album The Wall e scritta interamente da Roger Waters.
Dura 30 secondi ed è, quindi, la canzone più breve della band.

## Composizione
La canzone inizia con la voce di Roger Waters che, sopra un grande frastuono, urla «Stop!», facendo scendere il silenzio. Dopodiché inizia a cantare, con un tono di voce decisamente triste, accompagnato solo da un pianoforte.
Il brano si conclude con il suono di una serratura.

## Trama
Pink, in preda all'allucinazione iniziata in In the Flesh, capisce di non poter continuare con la vita che fa (anche se è un artista, nella sua immaginazione si crede un condottiero nazi-fascista) e del suo "muro".
Grida quindi la sua volontà di cambiare, immaginandosi in una cella, mentre aspetta che inizi il "processo" per giudicarlo, che avrà inizio nel brano successivo, The Trial.

## Versione Video
Dopo Waiting for the Worms, Pink letteralmente grida "Stop", e si ritrova, in un temporaneo momento di lucidità steso nel gabinetto del palazzo dove aveva tenuto la festa raccontata in Young Lust. In sottofondo si sente il suono di molte persone che parlano. Seduto sul pavimento, canticchia dei versi da un piccolo libro in cui i versi sono presi da materiale inedito scritto da Roger Waters. Ad un certo punto inizia a canticchiare i versi di Stop e, appena finisce, la stessa guardia vista in Young Lust apre la porta del bagno e Pink cade nuovamente nell'allucinazione narrata in The Trial.

## Esecutori
- Roger Waters - voce[2];
- Bob Ezrin - pianoforte[2];